# Tuka Rocha
Christiano Chiaradia Alcoba „Tuka“ Rocha (* 13. Dezember 1982 in São Paulo; † 17. November 2019 in Salvador) war ein brasilianischer Rennfahrer.

## Karriere
Rocha begann seine Motorsportkarriere 1992 im Kartsport und war bis 2000 in dieser Sportart aktiv. Unter anderem gewann er 1996 die brasilianische Juniorenkartmeisterschaft und 1998 die brasilianische Seniorenkartmeisterschaft. 2001 wechselte der Rennfahrer in den Formelsport und wurde auf Anhieb Vizemeister in der Light-Klasse der südamerikanischen Formel-3-Meisterschaft. 2002 trat Rocha für Gabord Competición in der World Series by Nissan an. Während sein Teamkollege Ricardo Zonta den Meistertitel gewann, wurde er mit einem vierten Platz als beste Rennplatzierung in dem Gesamtklassement Elfter. 2003 blieb Rocha zunächst in der World Series by Nissan. Allerdings trat er für Zele Racing nur zu 10 von 18 Rennen an. In der Gesamtwertung belegte er den 17. Platz. Außerdem startete er bei zwei Rennen der britischen Formel-3-Meisterschaft und wurde 24. in der Fahrerwertung.
2004 wechselte Rocha in die Superfund Euro Formel 3000 und nahm für verschiedene Teams an sieben von zehn Rennwochenenden teil. Mit einem zweiten Platz als bestes Resultat beendete er die Saison auf dem achten Gesamtrang. 2005 nahm der Brasilianer nur an einem Rennen der Rennserie, die inzwischen in italienische Formel 3000 umbenannt worden war, teil. Für Durango startend kam er als Dritter ins Ziel und belegte am Saisonende den 14. Gesamtrang. 2006 wurde die Meisterschaft erneut umbenannt. In der nun als Euroseries 3000 bezeichneten Rennserie nahm Rocha in diesem Jahr für drei verschiedene Rennställe an jedem Rennen teil. Auf dem Silverstone Circuit gelang es ihm sein erstes Rennen in dieser Meisterschaft zu gewinnen. In der Fahrerwertung belegte er den vierten Rang.
Nachdem er im Winter 2006/2007 an 8 von 22 A1-Rennen für das brasilianische Team teilgenommen hatte, trat er zu zwei Rennen der Euroseries 3000 an. Dabei stand er als Zweiter einmal auf dem Podium. In der Gesamtwertung wurde er 17. Außerdem ging er bei einem Rennen der Stock Car Brasil in der Light-Klasse an den Start. 2008 startete Rocha für das von Astromega betreute Team von Flamengo Rio de Janeiro. Nach einem zweiten Platz im zweiten Rennen konnte er in der restlichen Saison nicht mehr an diese Leistung anknüpfen. Sein Team belegte am Saisonende den 16. Platz.
2011 bis 2018 fuhr Rocha in der Stock Car Brasil.
Am 17. November 2019 erlag er 36-jährig Verbrennungsverletzungen, die er drei Tage zuvor bei einem Flugzeugabsturz erlitten hatte.

## Statistik

### Karrierestationen
- 1992–2000: Kartsport
- 2001: Südamerikanische Formel-3-Meisterschaft, Light-Klasse (Platz 2)
- 2002: World Series by Nissan (Platz 11)
- 2003: World Series by Nissan (Platz 17); britische Formel-3-Meisterschaft (Platz 24)
- 2004: Superfund Euro Formel 3000 (Platz 8)
- 2005: Italienische Formel 3000 (Platz 14)
- 2006: Euroseries 3000 (Platz 4)
- 2007: Euroseries 3000 (Platz 17); A1 Grand Prix; Stock Car Brasil
- 2008: Superleague Formula (Platz 16)
- 2011–2018: Stock Car Brasil